# Vipo
Vipo: Le avventure del cane volante (Vipo: Adventures of the Flying Dog) è una serie animata prodotta da Princ Films. È composta da 26 episodi, ognuno ha la durata di 11 minuti.
Racconta la storia di Vipo, un cane volante che gira per il mondo assieme ai suoi amici, Henry, Betty, una cicogna e una gattina giocattolo.
La prima visione assoluta è avvenuta in Germania il 3 settembre 2007. In Italia è stata trasmessa per la prima volta su RaiSat Yoyo dal settembre 2008. Successivamente è stata trasmessa, 20 novembre 2008, su Italia 1 e dal 4 ottobre 2010 su Boing. È anche trasmessa anche in Spagna, Portogallo ed in altri Paesi.
Dalla serie è nato anche un DVD prodotto dalla Universal Pictures, uscito nel 2008, acquistabili in due cofanetti.
La sigla italiana è cantata dal gruppo musicale Raggi Fotonici.

## Personaggi principali
- Vipo (doppiato da Elena Perino)
- Henry (doppiato da Enea Tomei)
- Betty (doppiato da Tamara Bartolini)
- Voce narrante di Roberto Posse